# Geschichte und Gesellschaft
Geschichte und Gesellschaft (plným názvem: Geschichte und Gesellschaft. Zeitschrift für Historische Sozialwissenschaft, zkratka GG) je odborný historický časopis. Vychází čtyřikrát ročně od roku 1975. Původně byl platformou tzv. Bielefeldské školy. Současným šéfredaktorem je Paul Nolte.